# Taliban nổi dậy
Cuộc nổi dậy của Taliban bắt đầu sau khi nhóm này mất quyền lực trong Chiến tranh năm 2001 ở Afghanistan. Các lực lượng đang chiến đấu của Taliban chống lại chính phủ Afghanistan, trước đây do Tổng thống Hamid Karzai lãnh đạo, bây giờ được Tổng thống Ashraf Ghani lãnh đạo. Taliban cũng chống lại ISAF do Hoa Kỳ lãnh đạo. Cuộc nổi dậy này đã lan rộng ở một mức độ nào đó vượt qua biên giới Afghanistan-Pakistan đến nước láng giềng Pakistan, đặc biệt là vùng Khyber Pakhtunkhwa. Taliban tiến hành chiến tranh chống lại Lực lượng An ninh Quốc gia Afghanistan và các đồng minh NATO, và chống lại các mục tiêu dân sự. Các nước trong khu vực, đặc biệt là Pakistan, Iran, Trung Quốc và Nga, thường bị cáo buộc tài trợ và hỗ trợ các nhóm nổi dậy trên.
Thủ lĩnh của Taliban là Hibatullah Akhundzada, người đứng đầu Quetta Shura. Đồng minh của Taliban, Mạng lưới Haqqani, Hezb-e Islami Gulbuddin và các nhóm al-Qaeda nhỏ hơn cũng là một phần của cuộc nổi dậy này.

## Bối cảnh
Sau cuộc xâm lược của Hoa Kỳ vào Afghanistan năm 2001, Taliban đã bị đánh bại và nhiều chiến binh Taliban đã rời bỏ phong trào hoặc rút lui đến các khu bảo tồn ở Pakistan. Vào tháng 5 và tháng 6 năm 2003, các quan chức cấp cao của Taliban tuyên bố Taliban đã tập hợp lại và sẵn sàng thực hiện chiến tranh du kích nhằm trục xuất lực lượng Hoa Kỳ khỏi Afghanistan. Omar đã giao 5 khu vực hoạt động cho các chỉ huy Taliban như Dadullah. Dadullah phụ trách tỉnh Zabul.
Cuối năm 2004, thủ lĩnh Taliban lúc đó đang ẩn náu là Mohammed Omar đã tuyên bố một cuộc nổi dậy chống lại "Mỹ và những con rối của nó" (tức là các lực lượng chính phủ Afghanistan chuyển tiếp) để "giành lại chủ quyền của đất nước chúng ta".
Tuy Taliban mất vài năm để tập hợp lại, họ đã tiến hành tái leo thang chiến dịch nổi dậy vào năm 2006.

## Tổ chức
Tính đến năm 2017, Taliban bao gồm bốn shura, hoặc các hội đồng đại diện khác nhau. Shura đầu tiên là Quetta Shura. Hai shura nhỏ hơn trực thuộc nó, mạng Haqqani (còn được gọi là Miran Shah Shura) và Peshawar Shura. Pehsawar Shura được thành lập vào tháng 3 năm 2005 và có trụ sở tại miền đông Afghanistan. Phần lớn các chiến binh của nó là cựu thành viên của Hezb-e Islami Gulbuddin. Mạng Haqqani tuyên bố quyền tự quyết, tách khỏi Quetta Shura vào năm 2007 và tái gia nhập vào tháng 8 năm 2015. Peshawar Shura tự quyết từ năm 2009 cho đến năm 2016.
Shura tự trị thứ hai là Shura phương Bắc, có trụ sở tại tỉnh Badakhshan. Thứ ba là Mashhad Shura, được Iran tài trợ, và thứ tư là Rasool Shura, do Muhammad Rasul lãnh đạo và còn được gọi là Hội đồng Cấp cao của Các Tiểu vương Hồi giáo.